# Shortland Street
Shortland Street ist eine neuseeländische Soap, die in einem modernen Krankenhaus in dem fiktiven  Vorort Ferndale von Auckland spielt. Sie ist die am längsten laufende Soap Neuseelands und hatte ihr Debüt am 25. Mai 1992.
Sie wird auf TV2, einem frei empfangbaren Fernsehsender der staatlichen Fernsehanstalt TVNZ gesendet. Seitdem läuft sie wochentags ab 19 Uhr.
Im Durchschnitt hat die Soap eine Einschaltquote von 700.000 Zuschauern pro Folge.
In Australien wird die Serie auf UK.TV, in Irland auf RTÉ und im Regionalprogramm Central Television des britischen ITV gesendet.
Die Karriere vieler neuseeländischer Schauspieler stand in Verbindung mit dem Erfolg in der Serie, viele traten auch nur in einer Gastrolle auf.

## Schauspieler

### Schauspieler zu Beginn der Soap
- Paul Gittins (Dr. Michael Mckenna)
- Kieren Hutchison (Dr. Jonathon McKenna)
- Michael Galvin (Dr. Chris Warner)
- Temuera Morrison (Dr. Hone Ropata)
- Stephanie Wilkin (Dr. Meredith Fleming)
- Lisa Crittenden (KrankenschwesterCarrie Burton)
- Nancy Brunning (Krankenschwester Jackie Manu)
- Danielle Cormack (Krankenschwester Alison Raynor)
- Andrew Binns (Krankenpfleger Steve Mills)
- Rene Naufahu (Sam Aleni)
- Maggie Harper (PA Jenny Harrison)
- Karl Burnett (Nick Harrison)
- Elizabeth McRae (Majorie Neilson)
- Adrian Keeling (Tom Neilson)
- Martin Henderson (Stuart Neilson)
- Angela Marie Dotchin (Kirsty Knight)
- Josephine Davidson (Gina Rossi)
- Christopher Brown (Oscar Henry)[2]

### Schauspieler im Jahre 2006
- Michael Galvin (Dr. Chris Warner)  (1992–1995, 2001–)
- Laura Hill (Krankenschwester Toni Thompson-Warner) (2001–)
- Renato Bartolomei (Dr. Craig Valentine) (2004–)
- Amanda Billing (Dr. Sarah Potts)  (2004–)
- Nicola Kawana (Huia Samuels) (2005–)
- Tim Foley (Dr. Mark Weston) (2004–)
- Faye Smythe (Krankenschwester Tania Jefferies) (2005–)
- Anna Jullienne (Krankenschwester Maia Jefferies) (2004–)
- Jamie Passier-Armstrong (Jay Copeland)  (2004–)
- Alison Quigan (Yvonne Jefferies) (2005–)
- Nicole Thomson (Scarlett Valentine) (2004–)
- Emily Robins (Claire Solomon) (2005–)
- Issac Bell (Eti Kawaka) (2005–)
- Tom Hern (Krankenpfleger Baxter Cormack) (2005–)
- Katherine McRae  (Krankenschwester Brenda Holloway)  (2006–)
- Ben Mitchell (Dr. TK Samuels) (2006–)
- Francis Mossman (Taylor) (2006)
- Toni Potter (Krankenschwester Alice Piper) (2005–)
- Fleur Saville  (Libby Jefferies)  (2005–)

### Wiederkehrende Schauspieler
- Henry Williams (Harry Thompson-Warner #2) (2006–)
- Michael Morris  (Anthony Richards)  (2006–)
- Paul Glover  (Dylan Preston) (2006–)
- Madeleine Lynch (Dr. Ingrid Campbell)  (2006–)
- Beth Allen (Dr. Brooke Freemann) (2008–)

### Verstorbene Schauspieler
- Liddy Holloway (Alex McKenna)